# Ван Шимінь
Ван Шимінь (王時敏, 1592 — 1680) — китайський художник часів династій Мін та Цін, лідер «співдружності чотирьох Ванів» в рамках Академії живопису.

## Життєпис
Народився у 1592 році у провінції Цзянсу. Походив з впливового чиновницького клану, був онуком першого міністра, Ван Сіцзюе, імперії наприкінці правління династії Мін. Ван Шимінь ріс в оточенні видатних творчих особистостей. У ролі його наставника виступив сам Дун Цичан, провідний живописець і теоретик мистецтва другої половини XVI — початку XVII ст. Пройшовши навчання в мінській Академії живопису і ставши її штатним співробітником, Ван Шимінь поєднував творчість з офіційними обов'язками, успадкувавши від батька Ван Хена посаду розпорядника ритуальними церемоніями (тай-чан).
Після встановлення в Китаї панування маньчжурської династії Цін, Ван Шимінь, як і багато його сучасників-сановників, відмовився від службової діяльності і деякий час прожив в самоті в родовому маєтку, колекціонуючи старожитності й вдосконалюючись в літературі, живопису, каліграфії. Але як тільки Академія живопису була відновлена маньчжурською владою, прийняв пропозицію увійти до її штату. Помер у 1680 році.

## Творчість
Був визнаним майстром пейзажу — шань-шуй (山水, «живопис гір і вод»), використовував у своїй творчості вже остаточно застиглу до того часу традицію «південної школи» (нань-цзун), пік розквіту якої був пов'язаний з творчістю прославлених пейзажистів XI—XII ст. Мі Фу та Мі Юженя, Ван Шимінь зумів дещо оживити її впровадженням тих чи інших оригінальних прийомів і колористичних рішень.

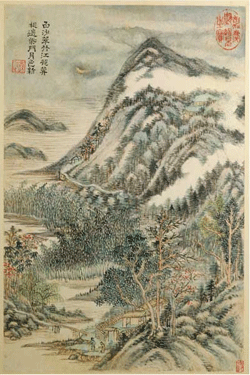
«Пейзажі, натхнені поезією Ду Фу». Фрагмент. 1665 рік

Найкращим зразком манери Ван Шиміня визнано альбомний аркуш (39х25, 6 см, папір, туш, фарби. Музей Гугун, м.Пекін), написаний за мотивами віршів поета епохи Тан Ду Фу. Ефектна насиченість пейзажу контрастними зеленими і полум'яніючими фарбами кольору осіннього листя в цьому випадку не стільки служить цілям декоративності, скільки справляє враження достовірності композиції: буйство фарб неначе досягає апогею перед прийдешнім в'яненням природи.
Найближчими учнями і вірними послідовниками Ван Шиміня стали його онук — Ван Юаньці, а також Ван Цзянь, Ван Хуей.